# ضریب فزاینده پولی
ضریب فزایندۀ پولی (به انگلیسی: Money multiplier) ضریبی است که نشان می‌دهد، نظام بانکی چند برابر سپرده‌ای که در اختیار داشته، پول بانکی خلق کرده است.

## محاسبه
ضریب فزایندۀ پولی (m) معکوس نسبت سپردۀ قانونی (RR) است.
{\displaystyle m={\frac {1}{RR}}}
دلیل این امر این است که جمع کل سپرده‌ها و کل ذخایر قانونی نظام بانکی یک سری هندسی همگرا با قدر نسبت {\displaystyle 1-RR} است که مجموع آن {\displaystyle {\frac {B}{RR}}} می‌شود؛ که در آن B پایۀ پولی است.